# Sous-district de Donghuashi
Le sous-district de Donghuashi (chinois : 东花市街道 ; pinyin : Dōnghuāshì jiēdào) est une subdivision du district de Dongcheng, dans le centre de Pékin, en Chine.
Le parc des ruines de la muraille des Ming, ainsi que le site de l'ancienne porte de Dongbianmen, important échangeur routier et pont de chemin de fer, se trouvent sur le territoire du sous-district de Donghuashi.

## Communautés résidentielles
Le sous-district de Donghuashi est divisé en huit communautés résidentielles (chinois : 社区 ; pinyin : shèqū).
| Nom                 | Chinois          | Pinyin                    | Population | Superficie (km²) |
| ------------------- | ---------------- | ------------------------- | ---------- | ---------------- |
| Donghuashibeilidong | 东花市北里东社区 | Dōnghuāshìběilǐdōng shèqū |            |                  |
| Donghuashibeilixi   | 东花市北里西社区 | Dōnghuāshìběilǐxī shèqū   |            |                  |
| Donghuashinanli     | 东花市南里社区   | Dōnghuāshìnánlǐ shèqū     |            |                  |
| Donghuashinanlidong | 东花市南里东社区 | Dōnghuāshìnánlǐdōng shèqū |            |                  |
| Guangqumenbeili     | 广渠门北里社区   | Guǎngqúménběilǐ shèqū     |            |                  |
| Guangqumenwainanli  | 广渠门外南里社区 | Guǎngqúménwàinánlǐ shèqū  |            |                  |
| Huashizaoyuan       | 花市枣苑社区     | Huāshìzǎoyuàn shèqū       |            |                  |
| Zhongshili          | 忠实里社区       | Zhōngshǐlǐ shèqū          |            |                  |
|                     |                  | Total                     | 52 775     | 1,92             |